# Maria Isabel de Bragança
Maria Isabel de Bragança (Queluz, 19 de maio de 1797 – Aranjuez, 26 de dezembro de 1818) foi uma Infanta de Portugal, a esposa do rei Fernando VII e Rainha Consorte da Espanha de 1816 até 1818. Era filha de João VI de Portugal e de sua esposa, a rainha Carlota Joaquina da Espanha. Foi idealizadora e mecenas do atual Museu do Prado.
Entrou para a história como "a rainha que morreu duas vezes", após lhe retalharem o ventre numa cesariana desastrosa.

## Primeiros anos

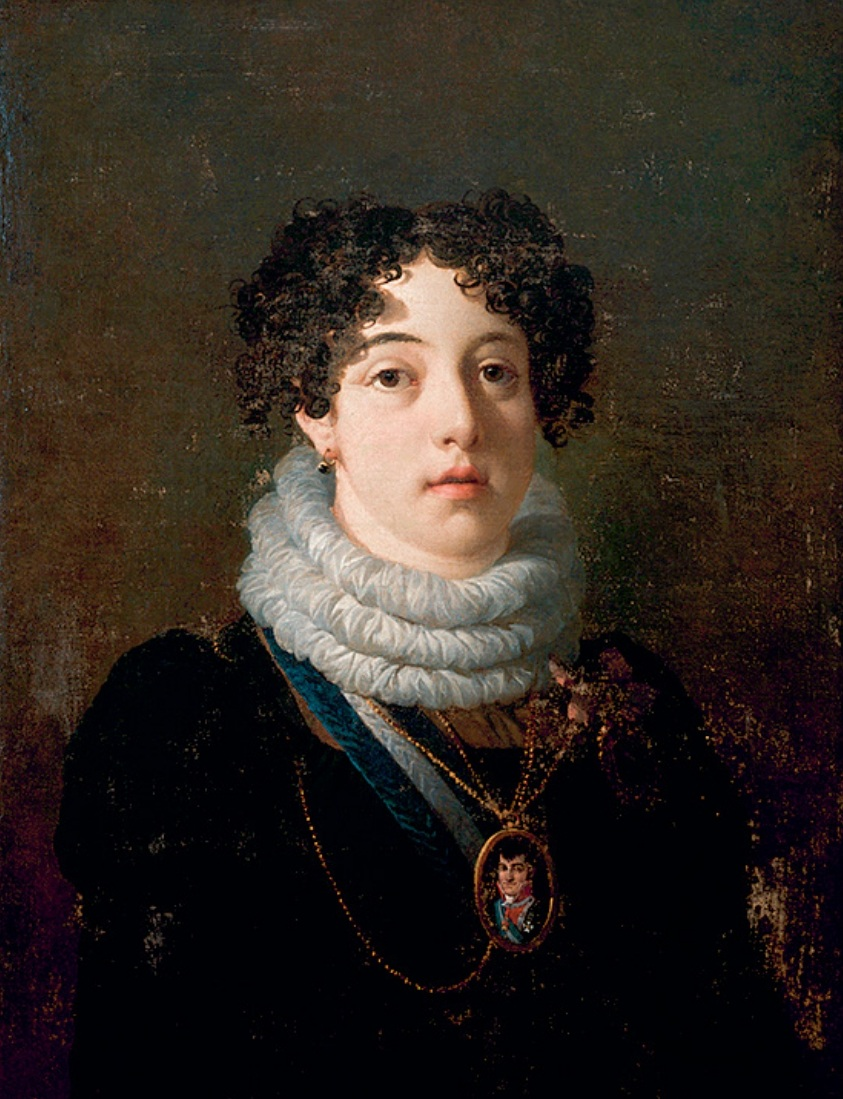
Retrato da Infanta Dona Maria Isabel de Bragança
Nicolas-Antoine Taunay, 1815, Palácio de Queluz

Nascida no Palácio Real de Queluz em 19 de maio de 1797, a infanta Dona Maria Isabel era a terceira filha de Dom João (futuro João VI de Portugal) e da infanta espanhola Dona Carlota Joaquina de Bourbon, filha de Carlos IV da Espanha. O casamento dos pais da infanta, apenas orquestrado pelo rei Carlos III da Espanha afim de promover os interesses espanhóis na corte lusitana, foi infeliz do início ao fim, devido à total incompatibilidade do casal; Dom João era passivo, afável, bem-humorado e sem ambições políticas, enquanto que Dona Carlota era impulsiva, apaixonada, teimosa e ansiosa em ter um importante papel político.
Apesar das desavenças matrimoniais entre Dom João e Dona Carlota, a infância de Dona Maria Isabel não foi afetada, pois ambos, ao contrário do que era costume na realeza da época, eram atenciosos e afetuosos para com seus filhos. Todavia, a vida da infanta foi drasticamente alterada quando da transferência da corte portuguesa para o Brasil em 1807; durante a travessia do oceano Atlântico, Dona Maria Isabel, a mãe e irmãos foram obrigados a rasparem os cabelos e a usarem chapéus de musselina branca, devido a uma endemia de piolhos abordo.
No Brasil, sua estadia caracterizou-se por uma cuidadosa educação supervisionada por sua mãe, na tranquilidade do Palácio de São Cristóvão, no Rio de Janeiro, em contato com outras raças e culturas e com uma atmosfera mais descontraída e liberal do que usualmente encontrava-se nas cortes europeias.

## Casamento
A necessidade de assegurar a sucessão à coroa espanhola fez com que o rei Fernando VII, irmão de Dona Carlota, procurasse arranjar o seu casamento e o de seu irmão Dom Carlos Maria Isidro com as suas sobrinhas as infantas portuguesas Dona Maria Isabel e Dona Maria Francisca, consequentemente. Fernando VII confiou a negociação dos casamentos ao ministro Dom Miguel de Lardizábal y Uribe.
O casamento por procuração entre Dona Maria Isabel e Fernando VII da Espanha foi firmado em 22 de setembro de 1816. Logo depois, a infanta, juntamente com a irmã Dona Maria Francisca fez a viagem de volta à Europa. Embora a relação entre as irmãs fosse descrita como afetuosa, Maria Francisca herdara a ambição política de sua mãe e, em muitos aspectos ela era a antítese de sua irmã, mais calma em temperamento e sem aspirações de liderança. Maria Isabel adquiriria una personalidade equilibrada, amável e introvertida, mais próxima como a de seu pai Dom João VI.
O casamento do rei com uma infanta portuguesa não foi bem recebido pelo povo espanhol; no dia da chegada de Dona Maria Isabel em Madrid um poeta anônimo fixou um pasquim nos portões do Palácio Real que dizia: Fea, pobre y portuguesa ¡Chúpate esa!... (Feia, pobre e portuguesa. Chupe essa!). Todavia, a relação entre Dona Maria Isabel e o tio e marido era amistosa, ela prontamente engravidou e o rei Fernando VII, para os caprichos da rainha, iniciou a restauração do Real Sítio do Bom
Retiro, salvando e consolidando o que não fora destruído pelos franceses e ingleses e erguendo construções como o Pabellón Persa, la Casita del Pescador ou la Montaña Rusa.

### Museu do Prado

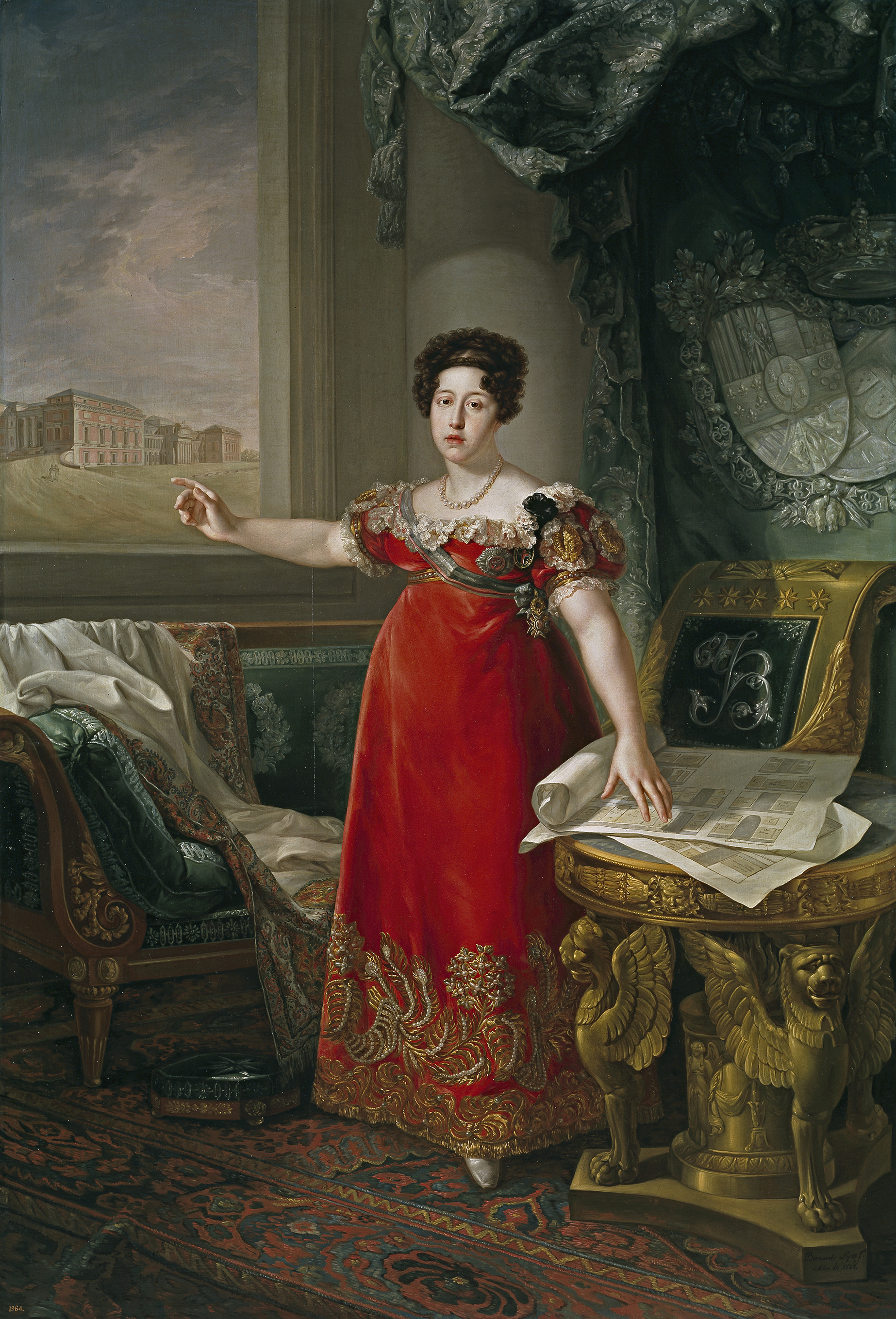
Maria Isabel de Bragança como fundadora do Museu do Prado
Bernardo López Piquer, 1829, Museu do Prado

Dona Maria Isabel destacou-se por sua cultura e afeição pela arte. Foi dela que partiu a iniciativa de reunir obras de arte dos monarcas espanhóis para criar um museu real, o futuro Museu do Prado, inaugurado em 19 de novembro de 1819, um ano após sua morte.
A ideia do projeto foi-lhe dada originalmente por Francisco Goya depois que a rainha visitou o Mosteiro do Escorial. Dali saiu preocupada ao certificar-se de que havia um grande número de obras negligenciadas desde a Guerra Peninsular e resolveu tirá-las de lá para exibi-las no Palácio Real de Riofrio, em Segóvia. Por fim, a ideia não prosperou e eles reformaram o Palácio Real d'O Pardo para tornar a galeria de arte uma realidade. O museu abriu com apenas 311 obras. No entanto, a rainha conseguiu incluir entre elas algumas das obras mais importantes e representativas da pintura espanhola, como As Meninas (1656), de Velázquez, ou A Sagrada Família com o Passarinho (c. 1650), de Bartolomé Esteban Murillo.

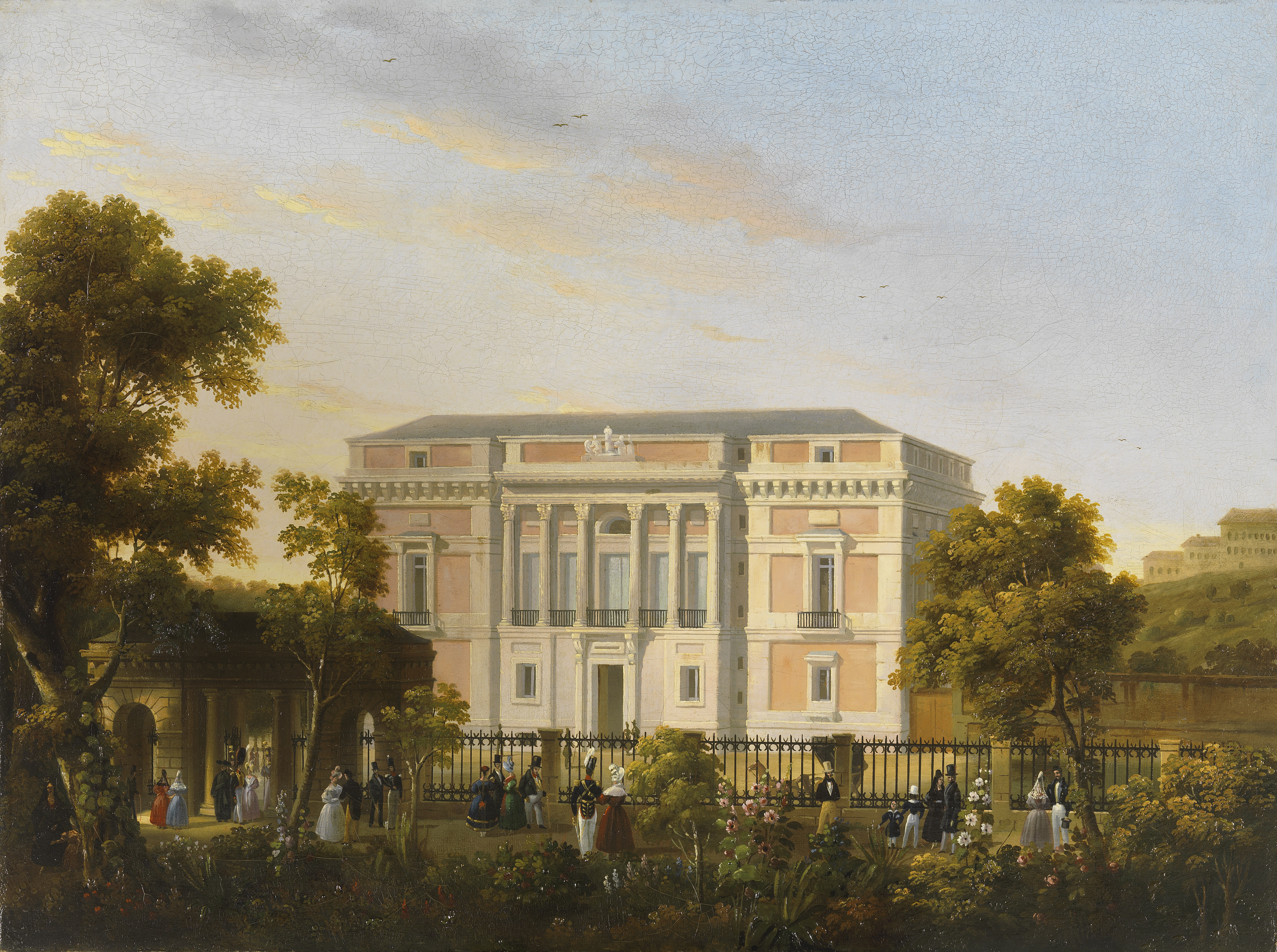
Museu do Prado em 1819

### Morte
Dona Maria Isabel de Bragança e seu tio Fernando VII tiveram duas filhas. Sua primeira filha, Maria Luísa Isabel, sobreviveu apenas três meses. Logo após a morte de sua primogênita, a rainha, já debilitada, engravidou novamente, mas o parto foi difícil. O bebê estava na culatra e os médicos logo descobriram que a criança havia morrido. Maria Isabel parou de respirar logo depois e os médicos pensaram que ela estava morta; apesar dos protestos de sua irmã Dona Maria Francisca, que assistia o parto. Quando eles começaram a cortá-la para extrair o feto morto, ela de repente gritou de dor e caiu em sua cama, sangrando pesadamente. Ainda hoje Dona Maria Isabel é recordada como "a rainha que morreu duas vezes". Seu corpo está sepultado no Mosteiro de São Lourenço do Escorial, nos arredores da capital espanhola.

## Títulos, estilos e honras

### Títulos e estilos
- 19 de maio de 1797 – 29 de setembro de 1816: Sua Alteza Real, a Infanta Maria Isabel de Portugal
- 26 de setembro de 1816 – 26 de dezembro de 1818: Sua Majestade Católica, a Rainha

### Honras
- Dama da Ordem das Damas Nobres da Rainha Maria Luísa[13]
- Grã-Cruz da Ordem da Rainha Santa Isabel[13]